# Berryville (Virginia)
Berryville is een plaats (town) in de Amerikaanse staat Virginia, en valt bestuurlijk gezien onder Clarke County.

## Demografie
Bij de volkstelling in 2000 werd het aantal inwoners vastgesteld op 2963.
In 2006 is het aantal inwoners door het United States Census Bureau geschat op 3186, een stijging van 223 (7,5%).

## Geografie
Volgens het United States Census Bureau beslaat de plaats een oppervlakte van
4,7 km², geheel bestaande uit land. Berryville ligt op ongeveer 180 m boven zeeniveau.

## Plaatsen in de nabije omgeving
De onderstaande figuur toont nabijgelegen plaatsen in een straal van 20 km rond Berryville.